# 梅田潔

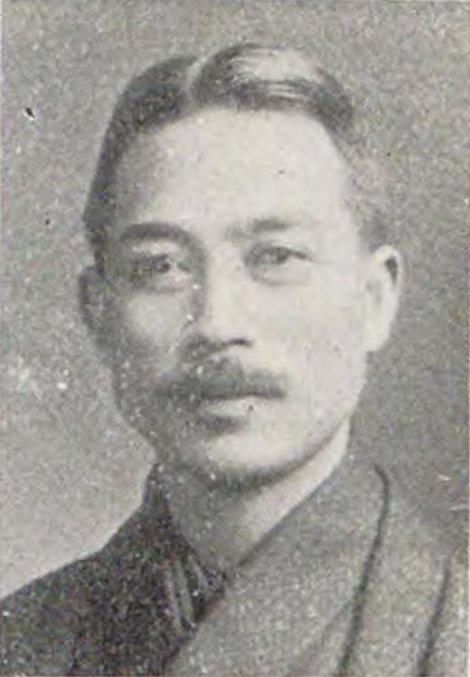
梅田潔

梅田 潔（うめだ きよし、1873年（明治6年）4月10日 - 1953年（昭和28年）10月13日）は、明治から昭和時代前期の政治家、実業家。衆議院議員（1期）。

## 経歴
青森県三戸郡梅内村（留崎村を経て現三戸町）に生まれる。17歳の時に上京し東京商業学校に学び、在学中から外務次官の林董の書生となる。1894年（明治27年）同校卒業。1897年（明治30年）露国駐剳特命全権公使の林董に随行しサンクトペテルブルクに赴任した。ロシア語を習得し、1899年（明治32年）帰朝。翌年、大連の木材請負業・吉田某の招きで総支配人となり、さらに翌年に吉田が病死すると梅田商会と改称した。大阪、ハルビン、ウラジオストクなど各地に支店を置き、対露貿易に従事した。
1920年（大正9年）5月の第14回衆議院議員総選挙では青森県第7区から立憲政友会所属で出馬し当選。さらに同年、三戸町元木平に東奥製糸を創立し社長に就任した。最盛期には製糸釜100基、女性工員約280名を数えたが生糸価格の低迷により1925年（大正14年）休業した。
ほか、四谷区会議員、極東自動車、日本生糸各取締役、実業貯蓄銀行監査役、東北商事社長などを務めた。